# ROKS Gunsan (PCC-757)
Pour les articles homonymes, voir ROKS Gunsan.
Le ROKS Gunsan (PCC-757) est une corvette de classe Pohang de la Marine de la république de Corée (ROKN). Le navire est nommé d’après la ville sud-coréenne de Gunsan.

## Armement
La classe Pohang est une série de corvettes construites par différentes entreprises de construction navale sud-coréennes. La classe se compose de 24 navires et certains, après leur déclassement, ont été vendus ou donnés à d'autres pays. Il existe cinq types différents dans la classe, du lot II au lot VI.
L’armement du navire se compose de deux canons compacts OTO Melara 76 mm/62 calibres et de deux canons Otobreda DARDO de 40 mm. Le navire transporte également des missiles mer-mer AGM-84 Harpoon. Le Gunsan possède également six torpilles Mark 46 de 324 mm et douze charges de profondeur Mark 9,.

## Historique
En 1984, le Gunsan a été commissionné dans la marine sud-coréenne. Le Gunsan a été désarmé le 29 septembre 2011. Le navire devait être transféré en cadeau à la marine nationale colombienne, mais une corvette de classe Donghae a été donnée à la place.